# 藤塚砂丘
藤塚砂丘（ふじづかさきゅう）は、埼玉県春日部市藤塚に所在する河畔砂丘。中川低地の河畔砂丘群の一つである。

## 概要
河畔砂丘（内陸砂丘）に区分される砂丘群である。砂丘は、大落古利根川の東岸（左岸）沿いに、滑走斜面側に所在している。2列の河畔砂丘が発達しており、Ⅰは長さ850 m・幅100 m・標高8.0 m（Ⅰの北方、藤塚砂丘の最高点）で、直線状の平面形態となっている。高さ（周辺の土地との比高）は3.0 mである。Ⅱは長さ500 m・幅50 mで、ゆるく湾曲した平面形態となっており、Ⅰと比較し規模は小さくなっている。砂質としては、構成鉱物や構成比は他の河畔砂丘とほぼ同様となっているが、地表下1.7 mの風成層では普通輝石の割合がやや多く、地表下2.8 mの水成層の全砂粒分析では軽石粒・安山岩片が多くなっている。

## 周辺
- 大落古利根川
- 国道4号（日光街道）
- 東武伊勢崎線（東武スカイツリーライン）一ノ割駅
- 一の割幼稚園
- 藤塚香取神社
- 春日部市立第五保育所
- 淡島神社
- 東國寺
- 春日部中央霊園
- 春日部市立藤塚小学校